# Jeeves klarar skivan
Jeeves klarar skivan är en novellsamling av P.G. Wodehouse, utgiven i England 1925 med titeln Carry On, Jeeves, och i USA med samma titel 1927. Samlingen är författarens andra med enbart Jeeves och Wooster-noveller. Hälften av de tio historierna hade tidigare publicerats i My Man Jeeves 1919, där novellen "Freddies förlovning i fara" hade varit en Reggie Pepper-historia. Boken översattes till svenska av Vilgot Hammarling och utgavs på Albert Bonniers förlag 1937 med den fullständiga titeln Jeeves klarar skivan: en betjänts diplomatiska triumfer. Den inledande novellen "Jeeves tar hand om saken" skildrar Woosters och Jeeves första möte där Jeeves inträder i tjänst hos Bertie Wooster. Jeeves räddar oombedd Bertie från hans förlovning med Florence Craye, dotter till en av Jeeves tidigare arbetsgivare, och Bertie inser omsider det kloka i utgången.

## Innehåll
- "Jeeves tar hand om saken"
- "Corkys konstnärliga karriär"
- "Jeeves och den objudne gästen"
- "Jeeves och den hårdfjällade hertigen"
- "Det är skönt för skalder att få sova"
- "Den säregna historien om gamle Biffen"
- "Sippy i sinkabirum"
- "Freddies förlovning i fara"
- "Till unge Bingos bistånd"
- "Bertie ändrar mening"